# 478
Cette page concerne l'année 478  du calendrier julien. Pour l'année 478 av. J.-C., voir 478 av. J.-C. Pour le nombre 478, voir 478 (nombre).
L'année 478 est une année commune qui commence un dimanche.

## Événements
- Première révolte de Théodoric, roi des Ostrogoths de Pannonie, contre Zénon (fin en 483)[1]. Théodoric Amale est envoyé par Zénon pour combattre l'insurrection des Goths de Thrace menée par son rival Théodoric Strabo après la chute de Basiliscus ; Théodoric Amale demande l'aide des troupes impériales commandées par Marcien, mais elles ne se présentent pas au mont Hémos, le lieu de jonction prévu. En situation d'infériorité, Amale doit traiter avec Strabo au mont Sondis, dans les Rhodopes, et les deux hommes envoient des ambassades à Zénon. Celui-ci tente en vain de persuader Amale de rompre le traité passé avec Strabo, puis marche avec son armée contre les Goths. Après un premier succès contre Amale, Zénon signe une paix séparée avec Strabo, pendant que Théodoric Amale met la Thrace à sac[2].

- Le médecin Grec Anthime est banni de Byzance pour avoir conspiré avec Théodoric. Il sera envoyé par ce dernier en ambassade auprès de Thierry Ier d’Austrasie[3].